# Віктор Лютце
Віктор Лютце (28 грудня 1890 , Бевергернd, Королівство Пруссія  — 2 травня 1943 , Потсдам ) — обергрупенфюрер СА, керівник штурмових відділів націонал-соціалістичної партії, особистий друг Адольфа Гітлера. Загинув в автокатастрофі 1 травня 1943 року неподалік від Потсдама.

## Біографія
Син ремісника. Після закінчення Рейнської гімназії працював на пошті. У жовтні 1912 року вступив солдатом в 55-й піхотний полк. Учасник Першої світової війни, командир роти; був важко поранений (втратив ліве око) і в 1919 році демобілізований через поранення. За бойові заслуги нагороджений Залізним хрестом 1-го і 2-го класу; капітан.
Працював в торгівлі в Ельберфельді, входив в Німецький народний шуцбунд, засновник і керівник бойової організації «Товариство Шилле» (нім. Kameradschaft Schill), яка активно брала участь в антифранцузькому русі в Рурі. У 1922 році вступив в НСДАП (квиток № 84). З 1923 року член СА. З 1925 року керівник СА та заступник гауляйтера Рура. З 1928 року — керівник СА Рурської області, з 1930 вищий командир СА на Півночі, з 1931 року — командир групи СА «Рур». У 1931 році обраний депутатом Рейхстагу від Південного Ганновера — Брауншвейга. З 20 лютого 1933 керівник VI обергруппи СА зі штаб-квартирою в Ганновері. З березня 1933 року — поліцей-президент (керівник поліції) Ганновера. З 25 березня 1933 року — обер-президент Ганновера. З вересня 1933 року — прусський державний радник.

## Нагороди

### Перша світова війна
- Залізний хрест 2-го і 1-го класу
- Військовий хрест за героїчний вчинок (Ліппе)
- Хрест «За військові заслуги» (Ліппе)
- Хрест «За вірну службу» (Шаумбург-Ліппе)
- Орден дому Ліппе
  - Почесний хрест 3-го класу з мечами
  - Офіцерський хрест з мечами
- Срібний нагрудний знак «За поранення»

### Міжвоєнний період
- Почесний партійний знак «Нюрнберг 1929»
- Німецький кінний знак в бронзі
- Знак учасника зльоту СА в Брауншвейзі 1931
- Почесний хрест ветерана війни з мечами
- Пам'ятна військова медаль (Угорщина) з мечами
- Пам'ятна військова медаль (Австрія)
- Німецький Олімпійський знак 2-го класу
- Знак члена Імперського сенату культури (1936)
- Почесна пов'язка СА
- Почесний кинджал СА
- Бойова руна
- Великий хрест Почесного знаку Німецького Червоного Хреста з дубовим листям
- Кавалер Великого хреста ордена Святих Маврикія та Лазаря (Італія)
- Кавалер Великого хреста ордена Корони Італії
- Медаль «У пам'ять 13 березня 1938 року»
- Медаль «У пам'ять 1 жовтня 1938»

### Друга світова війна
- Хрест Воєнних заслуг 2-го і 1-го класу з мечами
- Медаль «За вислугу років в НСДАП» в золоті, сріблі та бронзі (25 років)
- Німецький Орден (№4; 7 травня 1943) — нагороджений посмертно.